# Espansione di Born-Huang
L'espansione di Born-Huang (o anche di Born-Oppenheimer , o espansione adiabatica) è un modo esatto di scrivere la funzione d'onda totale (o vettore di stato) di una specie molecolare, comunemente usata in chimica e fisica. Il vettore di stato si espande in termini di una base di autostati dell'Hamiltoniano elettronico con nuclei fissi (in genere stati legati discreti) e di autostati dell'operatore di posizione nuclei (stati continui).
È stata proposta per la prima volta in un'appendice del libro Dynamical Theory of Crystal Lattices di Max Born e Kun Huang, ed è usata come un modo più conveniente di derivare l'approssimazione di Born-Oppenheimer.

## Derivazione
La dinamica di elettroni e nuclei può essere descritta dall’equazione di Schrödinger:
{\displaystyle {\hat {H}}|\psi \rangle =i\hbar {\frac {d}{dt}}|\psi \rangle },
con l’operatore Hamiltoniano:
{\displaystyle {\hat {H}}={\hat {K_{n}}}+{\hat {K_{e}}}+U({\vec {R}},{\vec {r}})}
dove {\displaystyle {\hat {K_{n}}}} e {\displaystyle {\hat {K_{e}}}} rappresentano, rispettivamente, l’energia cinetica di nuclei ed elettroni ed il termine {\displaystyle U} rappresenta l’energia potenziale delle interazioni tra tutte le particelle, che dipende dalla posizione dei nuclei {\displaystyle {\vec {R}}} e dalla posizione degli elettroni {\displaystyle {\vec {r}}}, definiti rispetto al centro della massa del sistema molecolare, ma che non sono esplicitamente dipendenti dal tempo.
Dal punto di vista dell’equazione Hamiltoniana, nuclei ed elettroni differiscono essenzialmente per le loro cariche elettriche, sono responsabili delle interazioni in {\displaystyle U({\vec {R}},{\vec {r}})}, e per le loro masse, entrando nei termini cinetici. La differenza di massa tra questi due tipi di particelle è maggiore di tre ordini di grandezza, indicando una chiara differenza nelle scale temporali fondamentali del loro movimento. Questa separazione intrinseca delle scale di tempo fornisce l’idea che sta alla base, utilizzata per affrontare il problema di trovare le soluzioni dell’Equazione di Schrödinger: la separazione dello spazio di Hilbert di queste soluzioni in un prodotto tensoriale dei sottospazi associati a movimenti lenti nucleari ({\displaystyle \mathbb {H_{s}} }) e movimenti veloci elettronici ({\displaystyle \mathbb {H_{f}} }) .
{\displaystyle \mathbb {H} =\mathbb {H_{s}} \otimes \mathbb {H_{f}} }.
Gli autostati degli operatori di posizione nucleare ed elettronica, {\displaystyle |{\vec {R}}\rangle }e {\displaystyle |{\vec {r}}\rangle }, appartengono rispettivamente ai sottospazi associati a movimenti lenti nucleari e movimenti veloci elettronici e il loro prodotto tensoriale {\displaystyle |{\vec {R}}\rangle \otimes |{\vec {r}}\rangle =|{\vec {R}},{\vec {r}}\rangle } è uno stato nello spazio di Hilbert {\displaystyle \mathbb {H} }.
Nella condizione limite in cui i nuclei sono congelati, l’energia cinetica nell’equazione è zero, ed è possibile definire un Hamiltoniano elettronico
{\displaystyle {\hat {H_{e}}}={\hat {K_{e}}}+U({\vec {R}},{\vec {r}})}
il quale è definito per ogni set di posizioni di nuclei {\displaystyle {\vec {R}}}, dove si è detto che {\displaystyle U({\vec {R}},{\vec {r}})} include i termini che rappresentano le repulsioni nucleari come le interazioni attrattive nucleo-elettrone e repulsive elettrone-elettrone.
Gli autovalori {\displaystyle V_{n}({\vec {R}})} dell’Hamiltoniano elettronico sono così una funzione delle posizioni nucleari e i loro autostati {\displaystyle |\Phi _{n},{\vec {R}}\rangle } hanno anche una dipendenza parametrica da queste coordinate:
{\displaystyle {\hat {H_{e}}}|\Phi _{n},{\vec {R}}\rangle =V_{n}({\vec {R}})|\Phi _{n},{\vec {R}}\rangle }.
Per ogni valore di {\displaystyle {\vec {R}}}, {\displaystyle {\hat {H_{e}}}} opera nel sottospazio associato a movimenti veloci elettronici e i suoi autostati possono essere usati come base per espandere quel sottospazio. L'Hamiltoniano elettronico commuta con l'operatore di posizione nucleare, {\displaystyle [{\hat {R}},{\hat {H_{e}}}]=0}, e quindi uno stato arbitrario {\displaystyle |\Psi \rangle } del sistema totale può essere espanso in termini di una base di prodotti diretti di stati {\displaystyle |{\vec {R}}\rangle \otimes |\phi _{n},{\vec {R}}\rangle =|{\vec {R}},\phi _{n};{\vec {R}}\rangle }
{\displaystyle |\Psi \rangle =\sum _{n}\int d{\vec {R}}|{\vec {R}},\Phi _{n};{\vec {R}}\rangle \langle {\vec {R}},\Phi _{n};{\vec {R}},\Psi \rangle }.
La funzione d’onda nella rappresentazione coordinata  è data da:
{\displaystyle {\begin{aligned}\Psi ({\vec {R}},{\vec {r}})&=\langle {\vec {R}},{\vec {r}}|\Psi \rangle =\sum _{n}\int d{\vec {R}}'\langle {\vec {R}},{\vec {r}}|{\vec {R}}',\Phi _{n};{\vec {R}}'|\Psi \rangle \\&=\sum _{n}\int d{\vec {R}}'\delta ({\vec {R}}-{\vec {R}}')\langle {\vec {r}}|\Phi _{n};{\vec {R}}'\rangle \langle {\vec {R}}',\Phi _{n};{\vec {R}}'|\Psi \rangle \\&=\sum _{n}\langle {\vec {r}}|\Phi _{n};{\vec {R}}\rangle \langle {\vec {R}},\Phi _{n};{\vec {R}},\Psi \rangle \end{aligned}}}
che secondo la notazione convenzionale della funzione d’onda può essere scritta come
{\displaystyle \Psi ({\vec {R}},{\vec {r}})=\sum _{n}\Phi _{n}({\vec {R}},{\vec {r}})\chi _{n}({\vec {R}})},
dove la definizione formale dei termini è data nell’equazione precedente:
- {\displaystyle \Phi _{n}({\vec {R}},{\vec {r}})} sono le funzioni d’onda elettroniche per nuclei fissati, e le autofunzioni del Hamiltoniano elettronico .
- {\displaystyle \chi _{n}({\vec {R}})} sono spesso chiamate funzioni d’onda nucleari nonostante questi coefficienti non sono strettamente definiti nello spazio {\displaystyle \mathbb {H_{s}} } associato ai movimenti lenti nucleari, implicando come fanno in una proiezione nello spazio associato movimenti veloci elettronici.

I coefficienti {\displaystyle \chi _{n}({\vec {R}})=\langle {\vec {R}},\Phi _{n};{\vec {R}}|\Psi \rangle } danno informazioni riguardo alla posizione dei nuclei associata ad un dato autostato elettronico (etichettato come n), e la loro grandezza quantifica anche la frazione dello stato totale del sistema con carattere di stato elettronico n.
L’espansione dello stato di un sistema molecolare espressa nelle ultime due equazioni è chiamata espansione di Born-Huang ed è il punto di partenza per i principali approcci per descrivere le dinamiche dei sistemi molecolari.